# Assiano
Assiano (Assian in dialetto milanese) è una località rurale del comune di Milano, posta all'estrema periferia occidentale, oltre la tangenziale. Amministrativamente appartiene al Municipio 7 (Baggio, De Angeli, San Siro).
Fino al 1841 Assiano costituì un comune autonomo. Di tutte le comunità aggregate nel tempo a Milano, è l'unica a non aver subito sul suo territorio il benché minimo segno di espansione edilizia, rimanendo niente più che una cascina di campagna, mentre immediatamente dopo la linea di confine con Settimo Milanese sono invece presenti grossi insediamenti industriali e abitativi.

## Storia
Le origini del borgo di Assiano sono con tutta probabilità da ricondurre al periodo della denominazione romana: nel museo archeologico del Castello Sforzesco di Milano è presente una lapide con la scritta AXILIANUM accompagnata da una targhetta riportante “Trovata nel territorio di Baggio” il che è probabilmente da ricondursi al territorio di Assiano.
La prima citazione del borgo è in una sentenza del 1045 quando esso viene indicato come "Azzano" a cui ne fece seguito una dell'ottobre del 1046 con la quale il conte palatino di Milano riconobbe alla basilica ed al capitolo di Sant'Ambrogio di Milano il possesso di alcuni beni ad Axiliano, già appartenuti ad un certo Arderico de Muzano. Nel 1154 papa Eugenio III confermò la proprietà di queste terre alla basilica milanese; nel contempo anche Aicardo, prevosto di Cesano Boscone, cedette le sue proprietà ad Alberto, prevosto di sant'Ambrogio, col consenso dell'avvocato Arnaldo de Badaglio.
Assiano la ritroviamo nominata come Asliano in un documento del 1346.
Nell'ambito della suddivisione del territorio milanese in pievi, apparteneva alla Pieve di Cesano Boscone, e confinava con Seguro a nord, Muggiano a est, Cusago a sud e Monzoro a ovest. A partire dalla sua costituzione nel 1602, la parrocchia di Cusago divenne titolare della cura d'anime di Assiano, anche se già nel 1572 il parroco cusaghese aveva stimato gli abitanti di Assiano in 98, su indicazione delle norme emanate da San Carlo Borromeo per la costruzione degli "stati d'anime".
Nel 1781 l'abitato contava solo 18 abitanti ed era classificato come cassina.
In età napoleonica, alla proclamazione del Regno d'Italia contava 205 abitanti. Nel 1809, tuttavia, Assiano fu aggregata a Cusago, recuperando l'autonomia nel 1816 con la costituzione del Regno Lombardo-Veneto.
Nel 1841 il comune di Assiano fu aggregato invece a quello di Muggiano, a sua volta annesso a Baggio nel 1869. Alla fine, nel 1923 anche il comune di Baggio fu soppresso e annesso alla città di Milano. Il borgo di Assiano, costituito essenzialmente dalla cascina omonima e dai terreni ad essa annessi, passò nel 1946 alla famiglia Feltrinelli ed oggi è proprietà dell'ALER.

## Monumenti e luoghi d'interesse

### Architetture religiose

#### Oratorio di San Martino
L'oratorio venne costruito assieme alla casa padronale della cascina Assiano nel 1745 ad uso della comunità rurale qui dimorante. Subì i primi restauri già nel 1758 come riporta un'iscrizione sul portale d'ingresso.
Nel 1881, il 10 ottobre, l'oratorio fu protagonista di un fatto di sangue dal momento che sulla sua porta vi rimase ucciso per mano di un ladro il fittabile locale, Giuseppe Colombo. L'episodio è ricordato ancora oggi con una targa marmorea posta presso il portale d'ingresso.
La struttura, ad aula unica, presenta un presbiterio affrescato nel XVIII secolo.
In essa ancora nel 1904 era conservato un prezioso trittico di autore ignoto che fungeva da pala d'altare. L'opera risultava però già trafugata nel 1910 quando appariva sostituita da "indecenti oleografie".. L'opera è a tutt'oggi scomparsa.

## Evoluzione demografica
"Abitanti censiti"

## Infrastrutture e trasporti
Il quartieri di Assiano è attraversato longitudinalmente dalla strada provinciale che collega Milano ad Abbiategrasso. All'interno del quartiere, questa strada assume il nome di Via Cusago.
Data la natura rurale e la bassa urbanizzazione dell'area, Assiano non è servito né da linee metropolitane né ferroviarie.
Delle linee di autobus interurbane, gestite da STAV, collegano Assiano ai quartieri e ai comuni limitrofi e ad altri comuni dell'area occidentale della città metropolitana.

## Cascina Malandra
La Cascina Malandra o Torre del Ronco sorge ad occidente di Assiano nei pressi di Monzoro. Per secoli l'insediamento agricolo, proprietà dei frati barnabiti di Milano, si gestì come comunità autonoma sotto l'autorità dell'affittuario. Fu poi l'imperatrice Maria Teresa a sottoporre l'abitato al comune censuario di Assiano.

## Cascina Moirano
La Cascina Moirano è un antico insediamento agricolo sulla strada per Settimo, attualmente sotto conversione residenziale per evitarne il degrado. Anche questa località fu per secoli un comune a sé prima di confluire nel comune censuario di Assiano sotto il regno di Maria Teresa.